# Petróleum

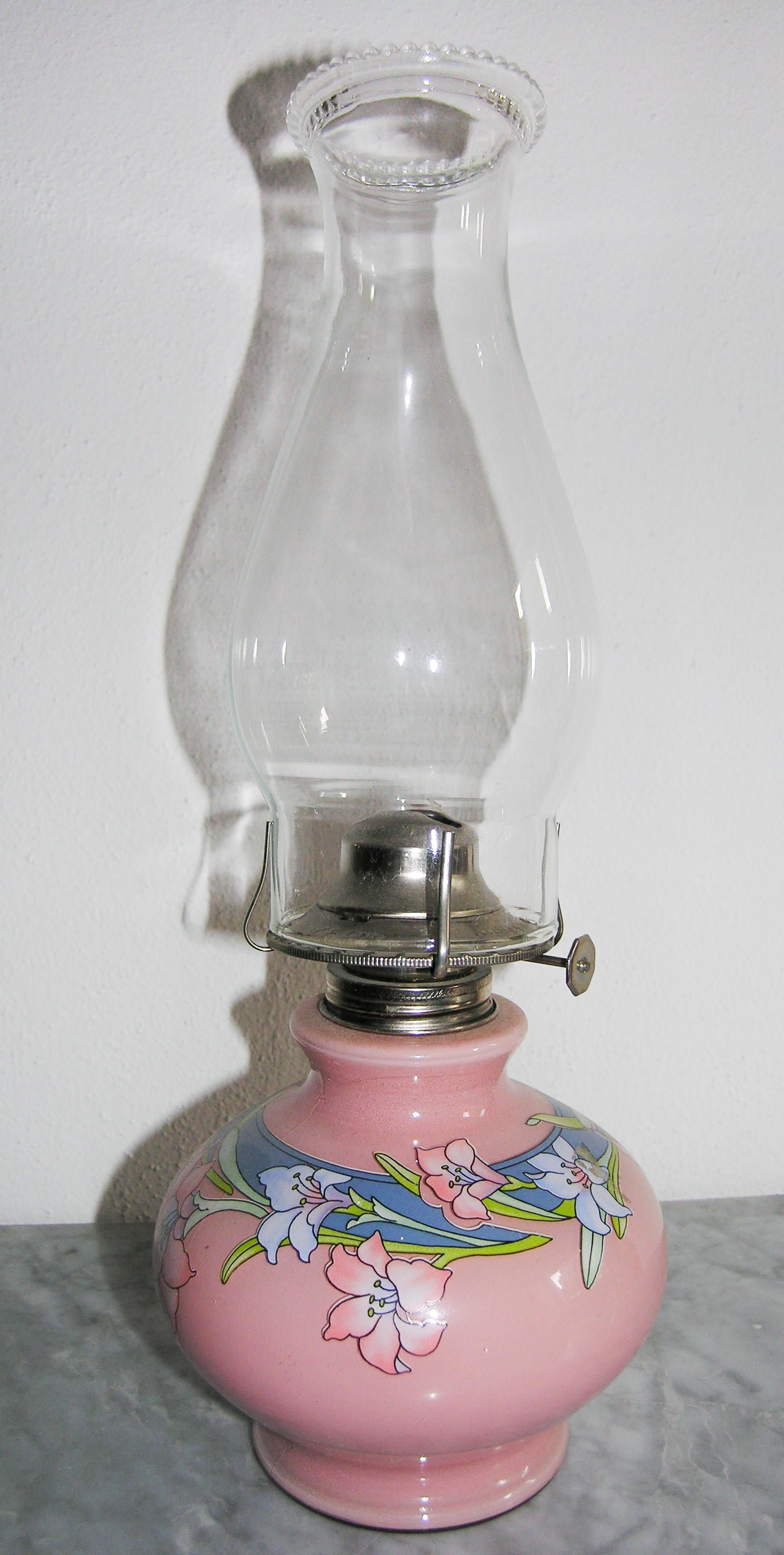
Kanócos petróleumlámpa

A petróleum gyúlékony, jellegzetes szagú, halványsárga színű folyékony szénhidrogén, amelyet kőolajból lepárlással állítanak elő. Magyar neve a kőolaj latin megnevezéséből (oleum petrae) származik. Az 1920-as évek közepéig Magyarországon a kőolajat (ásványolajat) nevezték petróleumnak, amely a petrolkémia szóban él tovább. Legismertebb egykori alkalmazása a kanócos (vihar)lámpa, fejtetűirtás, ezenkívül használják még modellmotorokban, de túlnyomórészt finomított formában az utasszállító repülőgépek sugárhajtóműveinek hajtóanyaga, illetve rakéta-hajtóanyag is, amit kerozinnak neveznek.

## Elnevezések
Kanadában, az Egyesült Államokban, Ausztráliában és Új-Zélandon a petróleumot kerosene néven forgalmazzák. Magyarországon a kerozin szó tisztított petróleumot jelent, amelyet főként légi járművek (repülőgép, rakéta) sugárhajtóműveinek működtetésére használnak. Az Egyesült Királyság, Írország, Dél-Ázsia és Dél-Afrika területén a petróleum paraffin néven ismert, míg Magyarországon a paraffin szó elsősorban a paraffin viasz jelölésére szolgál. 

## Története
A kínai Ming-dinasztia korában a petróleumot már használták lámpákhoz, de jóval korábban is alkalmazták, például fűtésre.
1846-ban Abraham Gesner a Prince Edward-szigeten bemutatott egy új eljárást, amellyel világító olajat (petróleumot) lehetett készíteni. Az eljárást szabadalmaztatta és a készített petróleum– az ógörög κηρός (kērósz, “viasz”) szóból képzett – Kerosene néven indult útjára. Az első eljárással előállított petróleum még meglehetősen drága volt. Később a természetben előforduló bitumenforrásokból állították elő.
Európában Ignacy Łukasiewicz lengyel gyógyszerész már kísérletezett különböző petróleum-desztillációs technikákkal a helyi, szivárgó kőolajból. Sokan ismerték a munkáját, de kevés figyelmet fordítottak rá. 1853. július 31-én éjszaka, a helyi kórházban elvégzendő életmentő műtéthez nem volt elegendő a gyertyák fénye. Ezért küldtek Łukasiewicz új lámpáiért. A lámpák olyan fényesen és tisztán égtek, hogy a kórházi tisztviselő elrendelte több lámpa beszerzését és a szükséges üzemanyagellátás megszervezését. Łukasiewicz felismerte a potenciális piacot, és Bécsben szabadalmaztatta eljárását a kormánnyal. A 19. században eleinte kanócos petróleumlámpákban használták világításra, ám később megjelentek a munkagépek és a gázharisnyás petróleumlámpák is. Magyarországon az 1950-es évek végéig gyártottak izzófejes, petróleummal működő traktorokat.

## Tulajdonságai
A petróleum vízhez hasonló folyékonysággal rendelkező – de azzal nem keveredő – rendszerint sárgás színű, átlátszó folyadék, amelynek sűrűsége 0,78–0,81 g/cm³ között van. Ezt és a színárnyalatot befolyásolja a lepárlás hőmérséklete, amely 150-275 °C között van. A petróleum szénláncában 6–15 szénatom helyezkedik el molekulánként. A szénatomok száma a lepárlás körülményeitől függ.
Függetlenül a kőolajfinomítás körülményeitől és a kőolaj lelőhelyétől, a petróleum 70%-át alkánok és cikloalkánok (naftének) teszik ki. Aromás szénhidrogénekből áll a maradék 20% és az olefinek aránya sohasem nagyobb, mint 5%.
A petróleum lobbanáspontja 37-78 °C között van, míg az öngyulladási hőmérséklete 220 °C. Fagyáspontja függ a tisztasági fokától, de a kereskedelmi célra forgalmazott petróleumnál -47 °C-ra állítják be.
Fűtőértéke hasonló a gázolajhoz: 43,1 MJ/kg. Bőrirritáló hatású, gőzei mérgezőek és kábultságot okoznak, lenyelve vagy légutakba kerülve halálos lehet. Feltehetően károsítja a termékenységet.

## Előállítása

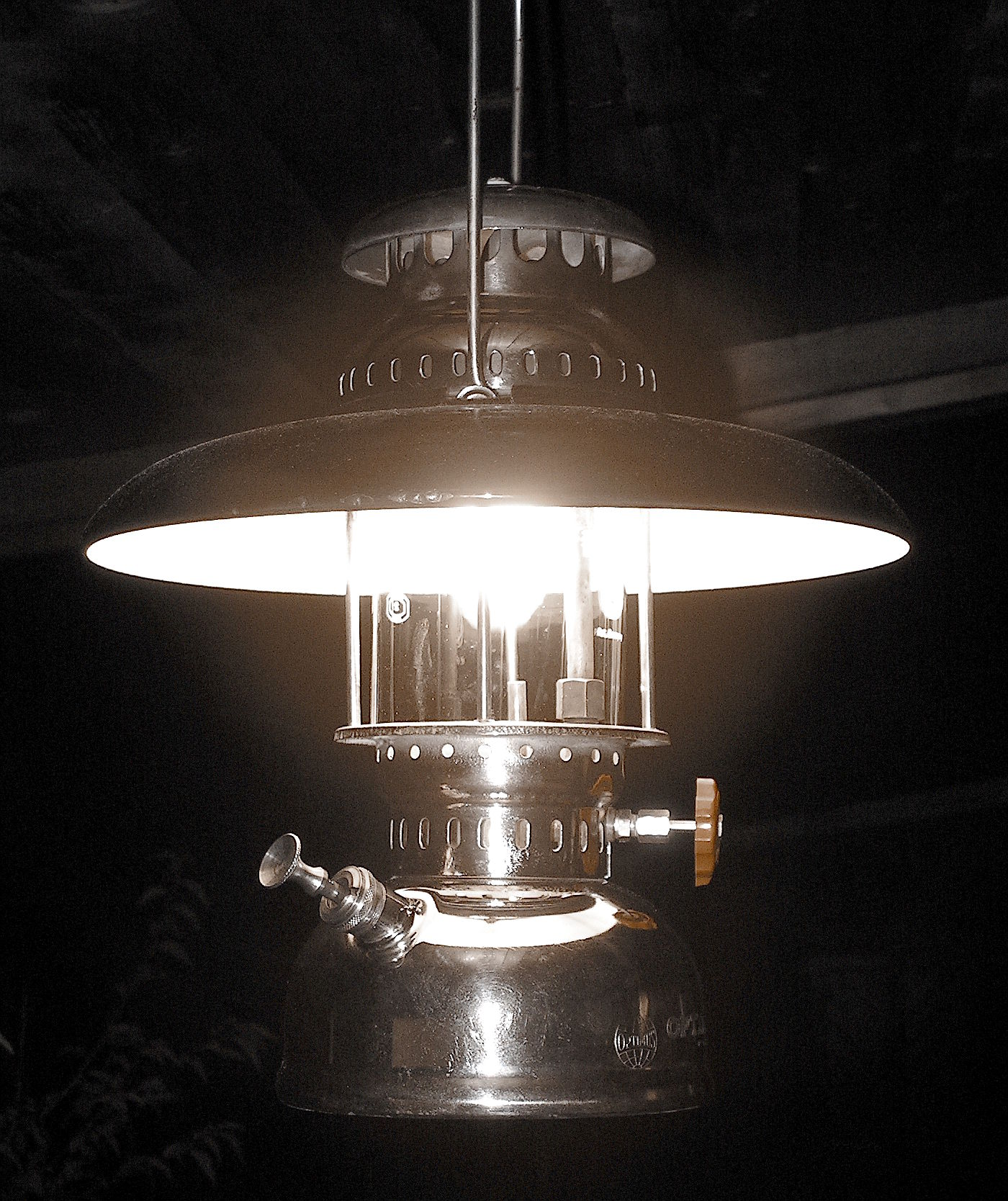
Gázharisnyás petróleumlámpa

A kőolaj számos szénhidrogén molekula elegye. Lepárlásakor a különféle frakciókat szétválasztják. A szénlánc hossza arányos az elpárolgás hőmérsékletével. A benzin viszonylag alacsony forráspontú párlat. A petróleum a hosszabb molekulákból álló párlat és a lepárlási folyamat során a benzin és a gázolaj között helyezkedik el (ez a 180-270 °C forrásponthatárok közötti párlat).

## Felhasználása
A villamosítás előtt széles körben használták petróleumlámpákban világításra és izzófejes motorral felszerelt traktorok, valamint erőgépek működtetésére. Jelenleg inkább fűtő- és mosóolajként játszik fontos szerepet, továbbá finomított formában gázturbinás repülőgép-hajtóművek üzemanyagaként (kerozin). Felhasználják továbbá polimerek gyártásához, habosító anyagként műanyagokhoz, mezőgazdasági vegyszerek és tisztítószerek gyártásához. Egyes alternatív gyógyászok javasolják külsőleg az alkalmazását, ám az orvosi tapasztalatok ezt nem erősítik meg, mert a súlyos mellékhatások miatt jóval több a kockázata, mint az elért eredmény. Ázsia egyes országaiban továbbá Nigériában tűzhelyekben főzésre használják. Erős peszticid hatása miatt elvétve használják rovarölő szerként is.

### Szerepe a hazai szúnyogírtásban
A Nyírvidék cikkírója már 1910-ben javasolja, hogy permetezze be a lakosság petróleummal a kis tócsákat, kerti vízmedencéket, esővízgyűjtő hordókat. A Délmagyar újságírója 1925-ben javasolja a szegedi Gedó-környék földtulajdonosainak, borítsák petróleummal a mocsarakat. 1934-ben Gyöngyösön, az előző évi szúnyoginvázió elkerülése végett a szennyvízderítőt öntötték le petróleummal. Beregszászon az évek óta dúló maláriás fertőzések megfékezésére indult meg végre a harc petróleummal 1936-ban. A Zalamegyei Ujság 1940-ben a környéken élőknek javasolja, hogy a „víztartó hordókba célszerű egy kanál petróleumot vagy saprolt önteni”. 1941-ben jelent meg a Zalai Magyar Életben Darányi Gyula egyetemi tanár, az Orvosi Továbbképzés Központi Bizottság elnökének alábbi értekezése: „egyes vidékeken petróleummal, vagy úgynevezett schweinfurti zölddel hintik be a mocsarak, pocsolyák felületét.” Úgy tűnik, Darányi szavai értő fülekre találtak, ugyanis az Országos Közegészségügyi Intézet 1944-ben a Balatonnál „három fürdőhelyen olaj, petróleum permetezésével és egy helyen párisi zöld szórással” indította meg az ideiglenes védekezést.